# زحار
الزَُحَار أو الديزنطاريا (بالإنجليزية: Dysentery)‏ (المعروف سابقًا باسم الجريان أو التدفق الدموي) وهو التهاب واضطراب في الأمعاء، وخاصة في القولون، يؤدي إلى إسهال شديد يحتوي على الدم والمخاط في البراز مع حمى، وآلام في البطن،  وزحير (شعور بأن التغوط غير مكتمل)، وانخفاض في مدى صلابة البراز، أي يكون البراز رخواً أو مائياً. يحدث الزحار نتيجة تضرر الغشاء المخاطي في الأمعاء، سببه غالبًا إصابة بعدوى موضعية من جراثيم غازية أو المواد السامة التي تفرزها. تنتقل العدوى إلى الجسم عن طريق الفم عند تناول طعام أو مياه ملوثين.

## الأعراض
في البلدان المتقدمة، يعتبر الزحار بشكل عام مرض خفيف، ويسبب أعراض خفيفة تتألف عادة من آلام في المعدة خفيفة وتكرار مرور البراز أو الإسهال. تتضمن إسهال دموي حاد غالبًا ترافقه حمى، وغثيان، وتقيؤات وآلام بطن دورية ناتجة عن تشنجات في الأمعاء. بسبب حدوث العدوى غالبًا في الأمعاء الغليظة، فإنها تكون مصحوبة بآلام في منطقة الشرج والشعور بالحاجة المتكررة للتغوط.
فقدان السوائل الذي يمكن أن يحدث نتيجة للتغوطات الكثيرة وقلة الشرب يمكن أن يتمثل بانخفاض في التبول، وجفاف في الجلد واللسان والأغشية المخاطية، والشعور بالضعف الذي يكون مصحوبًا أحيانا بالدوخة.
بما أن الزحار يعتبر مرضا معديا (infectious disease)، فانه يوقع المزيد من المرضى في البيئة المحيطة بالمريض: في البيت، أو الحضانة، أو روضة الأطفال. وكمية كبيرة من البراز السائل، ووجود مخاط، وصديد ودم في البراز يعتمد على المُمْرِض الذي يسبب المرض. مؤقتة عدم تحمل اللاكتوز يمكن أن يحدث. في بعض المناسبات الكاوية ألم شديد في البطن، حمى، صدمة، وهذيان يمكن أن تكون جميع الأعراض.

## الأسباب
يوجد أنواع عديدة للإصابة بعدوى هذا، منها جراثيم الشيغيلة (shigella) والسالمونيلا (salmonella). أحيانا، قد لا يكون الضرر في الغشاء المخاطي في الأمعاء نتيجة للجراثيم نفسها إنما نتيجة للمواد السامة (Toxins) التي تفرزها.
الإصابة بعدوى الأميبا (ameba) ليست شائعة في العالم العربي (الوطن العربي)، ولكنها شائعة وسط المسافرين في المناطق الرطبة والحارة مثل المكسيك، أميركا الجنوبية، الهند وأفريقيا، وأحيانًا تكتشف حالات خلال موسم الحج مصدرها الحجيج القادمون من تلك البلدان ينبغي التنويه إلى أن الإصابة بإسهال دموي، والذي يدوم غالبًا لفترة طويلة، يمكن أن يحدث نتيجة لأمراض غير وبائية (infectious diseases).
المسببات الأساسية للزحار هي الجراثيم، المواد السامة التي تفرزها أو الطفيليات.

## البكتيريا المسببة
- الشيغيلة (shigella)
- السالمونيلا (salmonella)
- العطيفة (campylobacter)
- العصية القولونية الغازية (invasive escherichia coli)
- يرسينيا القولون (yersinia enterocolitica)
- ضمة نظيرة الحالة للدم (vibrio parahaemolyticus

## المواد السامة التي تفرزها الجراثيم
المطثية العسيرة (clostridium difficile)- وهذه شائعة لدى المرضى الذين يتناولون المضادات الحيوية.
القولونية الدموية.

## الطفيليات
الأميبا (Amoeba).

## الزحار العصوي
المقال الرئيسي: داء الشيغيلات
ويمكن أيضًا أن يكون سبب الزحار الشديد هو الإصابة بداء الشيغيلات، والعدوى عن طريق بكتيريا من جنس الشيجلا،  ومن ثم يعرف باسم الزحار العصوي (أو متلازمة مارلو).

## الوقاية
للحد من خطر الإصابة الدوسنتاريا واقترح الاحتياطات التالية:
غسل اليدين بعد استخدام المرحاض، وبعد اتصال مع شخص مصاب، وبانتظام على مدار اليوم؛
غسل اليدين قبل التعامل مع الطبخ وتناول الطعام، والتعامل مع الأطفال، وتغذية الشباب أو كبار السن؛
التقليل إلى أدنى حد ممكن من الاتصال المادي بأي شخص معروف لدينا أنه مصاب بالزحار؛
غسل الملابس بمياه ساخنة قدر الإمكان؛
تجنب مشاركة بعض الأدوات مثل الملابس ومناشف الوجه.
اللقاحات حاليًا في مجال التطوير، وقد تصبح في نهاية المطاف جزءا هامًا من إستراتيجية للحد من حدوث وشدة الإسهال، خاصة بين الأطفال في الأماكن التي تعوزها الموارد. على سبيل المثال، الشيجلا هو منظمة الصحة العالمية منذ فترة طويلة (منظمة الصحة العالمية) هدف لتطوير لقاح، والانخفاض الحاد في معدلات الإصابة بالإسهال / الزحار في الفئة العمرية المحددة لهذا الممرض تشير إلى أن المناعة الطبيعية لا تتطور بعد التعرض، وبالتالي فإن التطعيم لمنع هذا المرض ينبغي يكون ممكنا. حاليا، لا يوجد لقاح المرخصة التي تستهدف الشغيلة موجودا. وقد أعاق تطوير لقاحات ضد هذه الأنواع من العدوى عن طريق القيود التقنية، عدم كفاية الدعم المقدم للتنسيق، وعدم وجود قوى السوق للبحث والتطوير. معظم جهود تطوير لقاح تجري في القطاع العام أو إلى البرامج البحثية داخل شركات التكنولوجيا الحيوية. العديد من المرشحين لقاح حاليا في مراحل مختلفة من البحث والتطوير، بما في ذلك عدد من التجارب السريرية الجارية.

## العلاج
تتم إدارة علاج الزحار في البداية من خلال الحفاظ على السوائل في الجسم باستخدام علاج الإماهة الفموية. يركز هذا العلاج على منع حدوث نقص في السوائل، أي الحرص على شرب الكثير من المياه واحيانا هنالك حاجة لاضافة محلول طبي يحتوي على املاح وسكر. في الحالات الصعبة، توجد حاجة لان يتلقى المريض العلاج في المستشفى ولاعطائه السوائل عن طريق الوريد.إذا كان هذا العلاج لا يمكن الحفاظ عليها بشكل كاف بسبب القيء أو الإسهال من profuseness، قد تكون هناك حاجة لدخول المستشفى لاستبدال السوائل عن طريق الوريد. في الحالات المثالية، لا ينبغي أن يدار العلاج المضاد للميكروبات حتى تختبر تحت المجهر الميكروبيولوجية ودراسات ثقافة العدوى المحددة المعنية. عندما الخدمات المختبرية ليست متاحة، قد يكون من الضروري لإدارة مجموعة من العقاقير، بما في ذلك المخدرات مبيد للأميبات، لقتل الطفيليات ومضاد حيوي لعلاج أي عدوى بكتيرية المرتبطة بها.الزحار الأميبي يدعو عادة لهجوم من شقين. العلاج يجب أن يبدأ مع الدورة التي تستمر 10 يوما من المخدرات المضادة للجراثيم ميترونيدازول (فلاجيل). إلى الإجهاز على الطفيلي، ويمكن للطبيب أن يصف مسار diloxanide فوريت (متوفر فقط من خلال مراكز السيطرة على الأمراض والوقاية منها)، باروموميسين (Humatin)، أو يودوكينول (يوديكسين).
إذا اشتبه بوجود الشيجلا وأنه ليس خطير جدًا، قد يوصي الطبيب السماح لمجراها - عادة ما يكون أقل من أسبوع. وسيتم إبلاغ المريض لتعويض السوائل المفقودة بسبب الإسهال. إذا كانت الشيجلا شديدة، قد يصف الطبيب المضادات الحيوية، مثل سيبروفلوكساسين أو TMP-SMX (Bactrim). ومع ذلك، العديد من السلالات من الشغيلة أصبحت مقاومة للمضادات الحيوية الشائعة، والأدوية فعالة وغالبا ما تكون نقص في المعروض في البلدان النامية. إذا لزم الأمر، يمكن للطبيب أن حجز المضادات الحيوية لأولئك الأكثر عرضة لخطر الموت، بما في ذلك الأطفال الصغار، أكثر من 50 شخصا، ويمكن لأي شخص يعاني من الجفاف أو سوء التغذية.
لا يحبذ علاج الإسهال بواسطة الأدوية، حيث أن المريض يشفى غالبًا بشكل تلقائي في غضون أيام. في حالات معينة، استنادا إلى بيانات بيئية أو وفقا لنتائج تحليل البراز – توجد حاجة لاستخدام مضادات حيوية معينة، ضد الشيغيلة غالبا، أو لعلاج ضد الأميبا (عند المسافرين).

## وصلات اضافية
[اقرأ المزيد في موقع ويب طب: الزحار، علاج الزحار، اعراض الزحار http://www.webteb.com/gastrointestinal-tract/diseases/الزحار#ixzz2b4iDyWde]